# Марухский перевал
Мару́хский перева́л (груз. მარუხის უღელტეხილი) — перевал на высоте 2748 м (по другим данным 2739 м) через Главный Кавказский хребет в западной части Большого Кавказа. Перевал ведёт из долины реки Маруха (бассейн Кубани) в долину Ацгара (приток Кодори). Считается проходимым с июня по сентябрь. В горном туризме имеет категорию сложности 1А в летне-осенний период, 1Б весной.
Марухский перевал ныне находится на границе Российской Федерации и частично признанной Республики Абхазии.

## История

### Великая Отечественная война
Во время Битвы за Кавказ с конца августа — начала сентября 1942 года в районе Марухского перевала шли тяжёлые бои.
Во второй половине августа вермахт прорвался к основным перевалам Главного хребта Большого Кавказа и встретил ожесточённое сопротивление 46-й армии генерал-лейтенанта К. Н. Леселидзе (Закавказский фронт). На Марухском перевале в первом эшелоне обороны располагались части 808-го стрелкового полка, во втором эшелоне — подразделения 810-го стрелкового полка 394-й Криворожской стрелковой дивизии. С 27 августа по 1-е сентября 1942 года на подступах к Марухскому перевалу завязались упорные бои, а 5-го сентября началось наступление 1-й горнострелковой дивизии «Эдельвейс», направленное на захват седловины, которое к исходу дня завершилось успехом. Дальнейшее продвижение немецких войск было остановлено в полутора-двух километрах южнее Марухского перевала частями 810-го стрелкового полка на оборонительном рубеже у горы Марух-Баши, закрывающем доступ в Марухское ущелье. После нескольких дней боёв за обладание этим рубежом, 7 сентября к бойцам 810-го полка пришло подкрепление в виде трёх батальонов из состава 107-й, 155-й стрелковых бригад и 2-го Тбилисского пехотного училища. Боевые действия за этот рубеж шли с переменным успехом весь сентябрь и октябрь 1942 года. Однако 25-го октября советские части захватили ряд ключевых позиций на подходах к перевалу (высота 1176 и т. д.), закрепились на них и уверенно отбивались от контратак противника до конца 1942 года. В январе 1943 года, с переходом советских частей в общее наступление противник оттянул свои части с Марухского перевала на север.
Считается, что провал германского удара через Марухский перевал в тыл советским войскам, действующим на туапсинском и новороссийском направлениях сыграл существенную роль в срыве планов немецкого командования на развитие наступления в Закавказье.
Летом 1962 года останки погибших бойцов были аккуратно извлечены из Марухского ледника и перезахоронены в парке станицы Зеленчукская. В 1960—1970 годах следопыты и спортсмены из Кривого Рога провели несколько походов, установив на вершине памятный знак.